# Herti Kirchner
Herti Kirchner (* 3. September 1913 in Kiel als Herta Kirchner; † 1. Mai 1939 in Berlin) war eine deutsche Schauspielerin und Schriftstellerin im Umfeld Erich Kästners.

## Leben
Herti war die Tochter des Dachdeckermeisters Franz Joseph Kirchner und der Lehrerin Herta Kirchner geb. Hartmann. 
Anstelle der früh verstorbenen Mutter wurde Herti Kirchner von einer Haushälterin („Fräulein Sorge“ in „Lütte“), sowie indirekt von den drei unverheirateten Schwestern der Mutter und einer Tante erzogen. Alle waren Lehrerinnen, die in Kiel (Paula, Julia) und Heide (Marina) wohnten. Dieser Fürsorge entzog sie sich, indem sie heimlich am Kieler Stadttheater Schauspielunterricht nahm und dann das Elternhaus gegen den Willen der Familie verließ.
Am 29. Mai 1931 heiratete sie Heinrich Weidinger, der Kapellmeister am Stadttheater und Leiter des Städtischen Orchesters Salzwedel war. Am 10. Januar 1933 wurde die Ehe in Berlin geschieden, wobei Herti Kirchner die alleinige Schuld auf sich nahm.
Sie gab ihr Debüt 1930 am Stadttheater von Salzwedel. 1932 ging sie nach Berlin und erhielt ein Jahr später ihr erstes Engagement am Deutschen Künstlertheater. Sie übernahm vorwiegend komisch-naive Rollen und war auch als Kabarettistin und Soubrette tätig, zuletzt am Lustspielhaus.
In ihrem ersten Film Kampf um Blond erhielt sie kaum zwanzigjährig die Hauptrolle. Sie spielte eine Schülerin, die aus dem Erziehungsheim flüchtet und sich als Tänzerin versucht. In den dreißiger Jahren wirkte sie in mehreren Filmen mit. 1933 lernte sie den dreizehn Jahre älteren Schriftsteller Erich Kästner kennen, mit dem sie in den folgenden Jahren befreundet war.
1937 veröffentlichte sie das Jugendbuch Lütte. Geschichte einer Kinderfreundschaft, 1938 folgte Wer will unter die Indianer?. Da Kästner damals Schreibverbot hatte, wurde vermutet, dass beide Bücher von ihm stammen könnten.

## Tod
Herti Kirchner starb am 1. Mai 1939 um 5:00 Uhr bei einem Autounfall in Berlin. Die Trauerfeier fand in Berlin am 6. Mai 1939 statt. Zwei Tage später am 8. Mai wurde sie auf dem Südfriedhof ihrer Heimatstadt Kiel beigesetzt. Erich Kästner identifizierte die Tote und vermied aufgrund seines Schocks über ihren Tod für den Rest seines Lebens, selbst Auto zu fahren, und bevorzugte stattdessen Taxifahrten. Kästner sandte zumindest bis 1943 mehrfach Geld für Grabblumen an Paula Hartmann.

## Autorenarbeit
Herti schrieb ihre Texte auf Stenoblöcken offensichtlich während Auftrittspausen im Theater oder anderen Engagements und tippte sie später selbst ab. Dass Kästner als Berater und Lektor wirkte, ist u. a. in verschiedenen Manuskripten belegt durch zahlreiche mit Bleistift vorgenommene Änderungsvorschläge in Kästners Handschrift. Zu formalen Ähnlichkeiten zwischen den Kinderbüchern beider trugen aber auch die Änderungswünsche des Verlages bei.
Eine genauere Bewertung der Anteile von Herti Kirchner und Erich Kästner steht noch aus. Bei den Manuskripten, die eine Zusammenarbeit erkennen lassen, war Kirchner Ideengeberin und Verfasserin der ersten Versionen; Kästners Beitrag in Bezug auf knappere und treffendere Formulierungen und ggf. Bühnen- bzw. filmgerechte Form ist jedoch unübersehbar.
Der NS-Lehrerbund setzte 1938 „Lütte“ auf den Index der für deutsche Schulkinder ungeeigneten Bücher. Daraufhin orderte der Buchhandel beide Bücher nicht mehr in größerem Umfang. H. Kirchners Versuche, einen Widerruf der Entscheidung zu erreichen, blieben bis zu ihrem Tode erfolglos. Ein drittes Kinderbuch war 1938 bereits in Vorbereitung.
Im Nachlass fertige und unfertige Manuskripte und Typoskripte von

• Kurzgeschichten (z. T. unter Pseudonym Hanne Timm); in einer kommt ein Hund „Nauke“ vor

• frivolen Gedichten und Monologen (vermutlich für/von Auftritten und Sendungen)

• Bühnenstück, Drehbüchern

• die handschriftlichen Fassungen von „Lütte“ und „Schwarzfußindianer“ (erschienen als „Wer will unter die Indianer“) sowie

• Stoffsammlungen.

## Briefe im Nachlass Hartmann/Kirchner
- A. Etwa 170 meist wöchentliche Briefe und Karten an die Tanten und ihren Vater mit Berichten aus Berlin und von Reisen. Kästner (meist nur als Erich oder E.) und seine Berliner Kollegen und Freunde Keindorf, Bure, Ohser[7], Vollmoeller u. a. werden erwähnt, als wären sie in Kiel und Heide bestens bekannt. Gemeinsamer Bekannter von Erich Kästner, Herti Kirchner und den Tanten war auch der Berliner Buchhändler „Hansi“ Hein, der aus Hennstedt (bei Heide) stammte. Nach seinem Schicksal erkundigt sich Kästner bei Paula Hartmann nach dem Bombenangriff auf Berlin 1943.[8]

- B. Einige Karten und Briefchen von Erich Kästner und Elfriede Mechnig an Paula Hartmann zwischen 1940 und 1947.

## Filmografie
- 1932: Kampf um Blond
- 1932: Acht Mädels im Boot
- 1933: Das Tankmädel
- 1933: Gretel zieht das große Los
- 1933: Alle machen mit
- 1934: Frühlingsmärchen
- 1934: Der Kuckuck am Steuer
- 1934: Pappi
- 1934: Herr Kobin geht auf Abenteuer
- 1935: Schnitzel fliegt
- 1935: Das Geschenk
- 1936: Spezialist für alles
- 1936: Horch, horch, die Lerch im Ätherblau
- 1936: Blinder Eifer
- 1936: Der geheimnisvolle Mister X
- 1936: Du bist so schön, Berlinerin
- 1936: Soldaten – Kameraden
- 1936: Wie Eulenspiegel zu Marburg den Landgrafen malte
- 1936: Wir gratulieren
- 1937: Der Musikant von Dornburg
- 1937: Die Nichte aus USA
- 1938: Liebesbriefe aus dem Engadin
- 1938: Die feindlichen Väter
- 1938: Fracht von Baltimore
- 1939: Der Florentiner Hut
- 1939: Wer küßt Madeleine?

## Theater, Kabarett, Funk und Fernsehen
- 1934 mit Heinz Rühmann im „Mustergatten“ auf Deutschlandtournee
- 1935 Apr.-Mai Tingel-Tangel, Berlin
- 1937, 1.–31. Oktober: Kabarett (Hofgartenspiele) Annast München[9]
- 1938, ab August Lustspielhaus, Berlin, Friedrichstrasse

## Veröffentlichungen (Auswahl)
- Lütte. Geschichte einer Kinderfreundschaft. Williams & Co. Verlag, Potsdam 1937. (Illustrationen.)[10]

Neben Theater, Kabarett und Film hatte sie zahlreiche kleine Engagements bei Rundfunk und Fernsehen, z. B. 1938: ca. 25 Aufnahmen als Schauspielerin, Sprecherin oder Sängerin, z. T. speziell Chansons, beim Reichsrundfunk Berlin GmbH, Reichssender Stuttgart, Fernsehsender Berlin, Fernsehsender Paul Nipkow, meist „live“, sonst „Wachsaufnahmen“ (neben Metro Goldwyn Mayer Berlin und Luis-Trenker-Film in diesem Jahr).